# Louise Tournay
Louise Tournay, dite Loulou, née le 1er mai 1925 à Monceau et morte le 25 janvier 2010 à Liège, est une créatrice d'art brut belge.

## Biographie
Fille d'agronome, issue d'une famille d'officiers supérieurs et de magistrats par sa mère, Louise Tournay suit des études médicales avant de travailler comme garde-malade à partir de 1954. Elle soigne des malades à domicile, en particulier des cancéreux, ce qui l'amène à écrire un livre, Hantise, qui évoque l’importance des traumatismes psychiques et leur influence sur le traitement du cancer. Il ne sera pas publié. En 1966, elle se marie avec Emile Lavallée, chef du personnel d’une librairie de Liège, et cesse son activité de garde-malade. Emile l’initie à la musique classique qui l’inspire et lui suggère des ballets imaginaires, des textes et enfin des sculptures. Elle suit alors des cours du soir de modelage et de sculpture de 1973 à 1976. En 1977, elle s'inscrit à l’Académie royale des beaux-arts de Liège, dans la classe des sculpteurs Mady Andrien et Michel Lents, mais se révèle incapable de réaliser les exercices imposés par ses professeurs. C'est cependant grâce au cours de caricature de Léon Remy qu'elle apprend à « mieux voir les signes du faciès humain ». Elle réalise alors un grand nombre de statuettes de petite taille en terre cuite, parfois peintes, dont seuls certains traits sont gravés dans la masse. C’est ainsi qu’elle donne vie à tout un peuple de personnages inspirés de son enfance, le curé, le maire, l’institutrice, les bigotes, le crétin, l’ivrogne, ou simplement de gens ou d'animaux qu'elle a rencontrés. Elle illustre aussi des faits divers dont elle entend parler dans les médias, par exemple un chien qui stationne devant un autre chien écrasé par une voiture. Une partie des "pièces" sera peinte de couleurs vives, vert ou rouge, bleu. Elle continue jusqu'à ce que ses mains ne puissent plus travailler, à réaliser des sculptures qu'elle fait cuire dans le four de l'Académie des beaux-arts près de laquelle elle habite, gardant ainsi un contact avec les artistes du lieu. Le cahier où elle a répertorié ses œuvres numérotées et titrées reste introuvable malgré les efforts de ses amis pour le faire garder. Elle a également réalisé des dessins automatiques au feutre noir sur papier bristol représentant, au début, des silhouettes qui semblent exécuter une sorte de chorégraphie. La partie du corps sollicitée pour les réaliser - les deux mains, les pieds, la bouche, etc. - sont parfois mentionnés. Quand elle ne pourra plus travailler l'argile, elle continuera à réaliser des dessins à la main représentant plutôt des graphies torturées. Un livret hors commerce intitulé "Paraclet" représentant quelques-unes de ces œuvres a été publié à l'Atelier de l'agneau.